# Apologize
"Apologize" (hay còn được biết đến như "Apologise" trên thị trường quốc tế) là một bài hát của nhóm nhạc Mỹ OneRepublic nằm trong album phòng thu đầu tay của họ, Dreaming Out Loud (2007). Nó được phát hành lần đầu tiên vào ngày 30 tháng 4 năm 2006 như là đĩa đơn đầu tiên trích từ album bởi Interscope Records. Bài hát được viết lời bởi giọng ca chính của nhóm Ryan Tedder, trong khi phần sản xuất được đảm nhiệm bởi Greg Wells. Đây là một bản pop rock ballad kết hợp với những yếu tố của R&B mang nội dung đề cập nỗi đau của một mối quan hệ sai lầm và sự cố gắng vượt qua một cách cần thiết. Một phiên bản phối lại của nó được thực hiện bởi nhà sản xuất âm nhạc Timbaland đã được phát hành làm đĩa đơn vào ngày 17 tháng 9 năm 2007, và được đưa vào album phòng thu thứ hai của anh Shock Value (2007) cũng như trong phiên bản sang trọng của Dreaming Out Loud. Trên các bảng xếp hạng, nó thường được đề cập như "Timbaland Presents OneRepublic".
Sau khi phát hành, bản phối lại của "Apologize" nhận được những phản ứng tích cực từ các nhà phê bình âm nhạc, trong đó họ đánh giá cao chất giọng giàu cảm xúc của Tedder cũng như quá trình sản xuất của nó. Bài hát cũng tiếp nhận những thành công ngoài sức tưởng tượng về mặt thương mại với việc đứng đầu các bảng xếp hạng ở hơn 16 quốc gia, bao gồm nhiều thị trường lớn như Úc, Áo, Canada, Đức, Ý, New Zealand, Thụy Điển và Thụy Sĩ, và lọt vào top 10 ở tất cả những quốc gia nó xuất hiện, trong đó vươn đến top 5 ở Bỉ, Đan Mạch, Phần Lan, Ireland, Na Uy và Vương quốc Anh. Tại Hoa Kỳ, nó đạt vị trí thứ hai trong bốn tuần không liên tiếp trên bảng xếp hạng Billboard Hot 100, trở thành đĩa đơn đầu tiên của OneRepublic và thứ tư của Timbaland lọt vào top 5, đồng thời tiêu thụ được hơn 6 triệu bản tại đây. Tính đến năm 2008, nó đã bán được hơn 6.2 triệu bản trên toàn cầu, trở thành đĩa đơn bán chạy thứ năm trong năm và là một trong những đĩa đơn bán chạy nhất mọi thời đại.
Video ca nhạc cho bản phối lại của "Apologize" được đạo diễn bởi Robert Hales, trong đó bao gồm những cảnh OneRepublic trình diễn nó trong một phong thu, xen kẽ với hình ảnh trong bữa tiệc đếm ngược Đêm Giao thừa, với sự tham gia diễn xuất của Brian A. Pollack. Để quảng bá bài hát, nhóm đã trình diễn nó trên nhiều chương trình truyền hình và lễ trao giải lớn, bao gồm American Idol, Good Morning America, So You Think You Can Dance, Today và Wetten, dass..?, cũng như trong tất cả những chuyến lưu diễn của họ. Kể từ khi phát hành, "Apologize" đã được hát lại và sử dụng làm nhạc mẫu bởi rất nhiều nghệ sĩ, như Taylor Swift, Luke Bryan, Kacey Musgraves, Pixie Lott, Kris Allen và Boyce Avenue. Ngoài ra, bài hát còn gặt hái nhiều giải thưởng và đề cử tại những lễ trao giải lớn, bao gồm một đề cử giải Grammy cho Trình diễn song tấu hoặc nhóm nhạc giọng pop xuất sắc nhất tại lễ trao giải thường niên lần thứ 51.

## Phiên bản của Timbaland
Timbaland đã phối lại "Apologize" cho album phòng thu thứ hai của anh, Shock Value (2007) với một số thay đổi trong khâu sản xuất, bao gồm thêm một dòng gõ, giọng nền mới, và thêm nhiều đoạn mẫu âm thanh, bên cạnh sự thay đổi về mặt phối khí cũng như những chi tiết nhỏ khác. Phần độc tấu guitar sau đoạn thứ hai đã được bỏ qua, hoàn tất việc chuyển đổi sang phong cách R&B để phù hợp với Shock Value.

### Danh sách bài hát
Đĩa CD #1 tại châu Âu và Anh quốc
1. "Apologize" (Timbaland phối lại) – 3:04
2. "Give It To Me" (Laugh At 'Em)" (radio chỉnh sửa) (hợp tác với Justin Timberlake và Jay Z) – 3:16

Đĩa CD #2 tại châu Âu và Anh quốc
1. "Apologize" (Timbaland phối lại) – 3:04
2. "Apologize" – 3:27
3. "The Way I Are" (OneRepublic phối lại) (hợp tác với Keri Hilson) – 4:03
4. "Apologize" (video ca nhạc) – 3:10

Đĩa CD tại Úc
1. "Apologize" (Timbaland phối lại) – 3:04
2. "Apologize" – 3:27

## Xếp hạng
| Bảng xếp hạng (2007-08)                  | Vị trí cao nhất |
| ---------------------------------------- | --------------- |
| Úc (ARIA)                                | 1               |
| Áo (Ö3 Austria Top 40)                   | 1               |
| Bỉ (Ultratop 50 Flanders)                | 2               |
| Bỉ (Ultratop 50 Wallonia)                | 2               |
| Canada (Canadian Hot 100)                | 1               |
| Cộng hòa Séc (Rádio Top 100)             | 2               |
| Đan Mạch (Tracklisten)                   | 2               |
| Châu Âu (European Hot 100 Singles)       | 1               |
| Phần Lan (Suomen virallinen lista)       | 4               |
| Pháp (SNEP)                              | 7               |
| Đức (Official German Charts)             | 1               |
| Hungary (Rádiós Top 40)                  | 1               |
| Ireland (IRMA)                           | 2               |
| Ý (FIMI)                                 | 1               |
| Hà Lan (Dutch Top 40)                    | 1               |
| Hà Lan (Single Top 100)                  | 2               |
| New Zealand (Recorded Music NZ)          | 1               |
| Na Uy (VG-lista)                         | 2               |
| Ba Lan (Polish Singles Chart)            | 1               |
| Bồ Đào Nha (Billboard)                   | 1               |
| Romania (Romanian Top 100)               | 2               |
| Slovakia (Rádio Top 100)                 | 1               |
| Thụy Điển (Sverigetopplistan)            | 1               |
| Thụy Sĩ (Schweizer Hitparade)            | 1               |
| Anh Quốc (OCC)                           | 3               |
| Hoa Kỳ Billboard Hot 100                 | 2               |
| Hoa Kỳ Adult Contemporary (Billboard)    | 4               |
| Hoa Kỳ Adult Pop Airplay (Billboard)     | 1               |
| Hoa Kỳ Dance Club Songs (Billboard)      | 35              |
| Hoa Kỳ Pop Airplay (Billboard)           | 1               |
| Hoa Kỳ Hot R&B/Hip-Hop Songs (Billboard) | 60              |
| Hoa Kỳ Rhythmic (Billboard)              | 5               |

| Bảng xếp hạng (2000-09)              | Vị trí |
| ------------------------------------ | ------ |
| Australia (ARIA)                     | 25     |
| Austria (Ö3 Austria Top 75)          | 30     |
| Germany (Official German Charts)     | 4      |
| Netherlands (Dutch Top 40)           | 26     |
| UK Singles (Official Charts Company) | 90     |
| US Billboard Hot 100                 | 10     |
| US Pop Songs (Billboard)             | 1      |

| Bảng xếp hạng (2007)                 | Vị trí |
| ------------------------------------ | ------ |
| Australia (ARIA)                     | 6      |
| Australia Urban (ARIA)               | 3      |
| Austria (Ö3 Austria Top 75)          | 32     |
| Denmark (Tracklisten)                | 18     |
| Europe (European Hot 100 Singles)    | 48     |
| Germany (Official German Charts)     | 32     |
| Ireland (IRMA)                       | 9      |
| Netherlands (Dutch Top 40)           | 80     |
| New Zealand (Recorded Music NZ)      | 9      |
| Romania (Romanian Top 100)           | 56     |
| Sweden (Sverigetopplistan)           | 12     |
| Switzerland (Schweizer Hitparade)    | 12     |
| UK Singles (Official Charts Company) | 16     |
| US Billboard Hot 100                 | 66     |
| US Pop Songs (Billboard)             | 46     |
| Bảng xếp hạng (2008)                 | Vị trí |
| Australia (ARIA)                     | 32     |
| Australia Urban (ARIA)               | 8      |
| Austria (Ö3 Austria Top 75)          | 2      |
| Belgium (Ultratop 50 Flanders)       | 12     |
| Belgium (Ultratop 40 Wallonia)       | 5      |
| Canada (Canadian Hot 100)            | 1      |
| Europe (European Hot 100 Singles)    | 1      |
| Finland (Suomen virallinen lista)    | 11     |
| France (SNEP)                        | 46     |
| Germany (Official German Charts)     | 1      |
| Hungary (Rádiós Top 40)              | 5      |
| Italy (FIMI)                         | 8      |
| Netherlands (Dutch Top 40)           | 21     |
| Netherlands (Single Top 100)         | 41     |
| Norway (VG-lista)                    | 13     |
| Spain (PROMUSICAE)                   | 36     |
| Sweden (Sverigetopplistan)           | 29     |
| Switzerland (Schweizer Hitparade)    | 1      |
| UK Singles (Official Charts Company) | 54     |
| US Billboard Hot 100                 | 5      |
| US Adult Contemporary (Billboard)    | 3      |
| US Adult Top 40 (Billboard)          | 9      |
| US Pop Songs (Billboard)             | 4      |
| US Rhythmic (Billboard)              | 24     |
| Worldwide (IPFI)                     | 5      |

| Bảng xếp hạng            | Vị trí |
| ------------------------ | ------ |
| US Billboard Hot 100     | 64     |
| US Pop Songs (Billboard) | 4      |

## Chứng nhận
| Quốc gia | Chứng nhận  | Số đơn vị/doanh số chứng nhận |
| --- | ----------- | ----------------------------- |
| Úc (ARIA) | 4× Bạch kim | 280.000^                      |
| Bỉ (BEA) | Vàng        | 0*                            |
| Canada (Music Canada) | 5× Bạch kim | 400.000‡                      |
| Đan Mạch (IFPI Đan Mạch) | 2× Bạch kim | 30.000^                       |
| Phần Lan (Musiikkituottajat) | —           | 5,427                         |
| Pháp (SNEP) | —           | 72,720                        |
| Đức (BVMI) | 2× Bạch kim | 1.000.000^                    |
| Ý (FIMI) | Bạch kim    | 50.000‡                       |
| New Zealand (RMNZ) | Bạch kim    | 15.000*                       |
| Tây Ban Nha (PROMUSICAE) | Bạch kim    | 50.000^                       |
| Thụy Điển (GLF) | 2× Bạch kim | 40.000^                       |
| Thụy Sĩ (IFPI) | 3× Bạch kim | 90.000^                       |
| Anh Quốc (BPI) | Bạch kim    | 600.000^                      |
| Hoa Kỳ (RIAA) Nhạc số | 4× Bạch kim | 6,000,000                     |
| Hoa Kỳ (RIAA) Nhạc chuông | Bạch kim    | 1.000.000^                    |
| * Chứng nhận dựa theo doanh số tiêu thụ. ^ Chứng nhận dựa theo doanh số nhập hàng. ‡ Chứng nhận dựa theo doanh số tiêu thụ và phát trực tuyến. |             |                               |